# Бурый лесной муравей
Бурый лесной муравей (лат. Formica fusca) — вид средних по размеру наземных муравьёв рода формика (Formica) из подсемейства формицины (Formicinae).
Включён в Красную книгу Челябинской области.

## Распространение
Палеарктика. Встречается повсеместно от Португалии до Японии, и от Италии до Фенноскандии.

## Описание

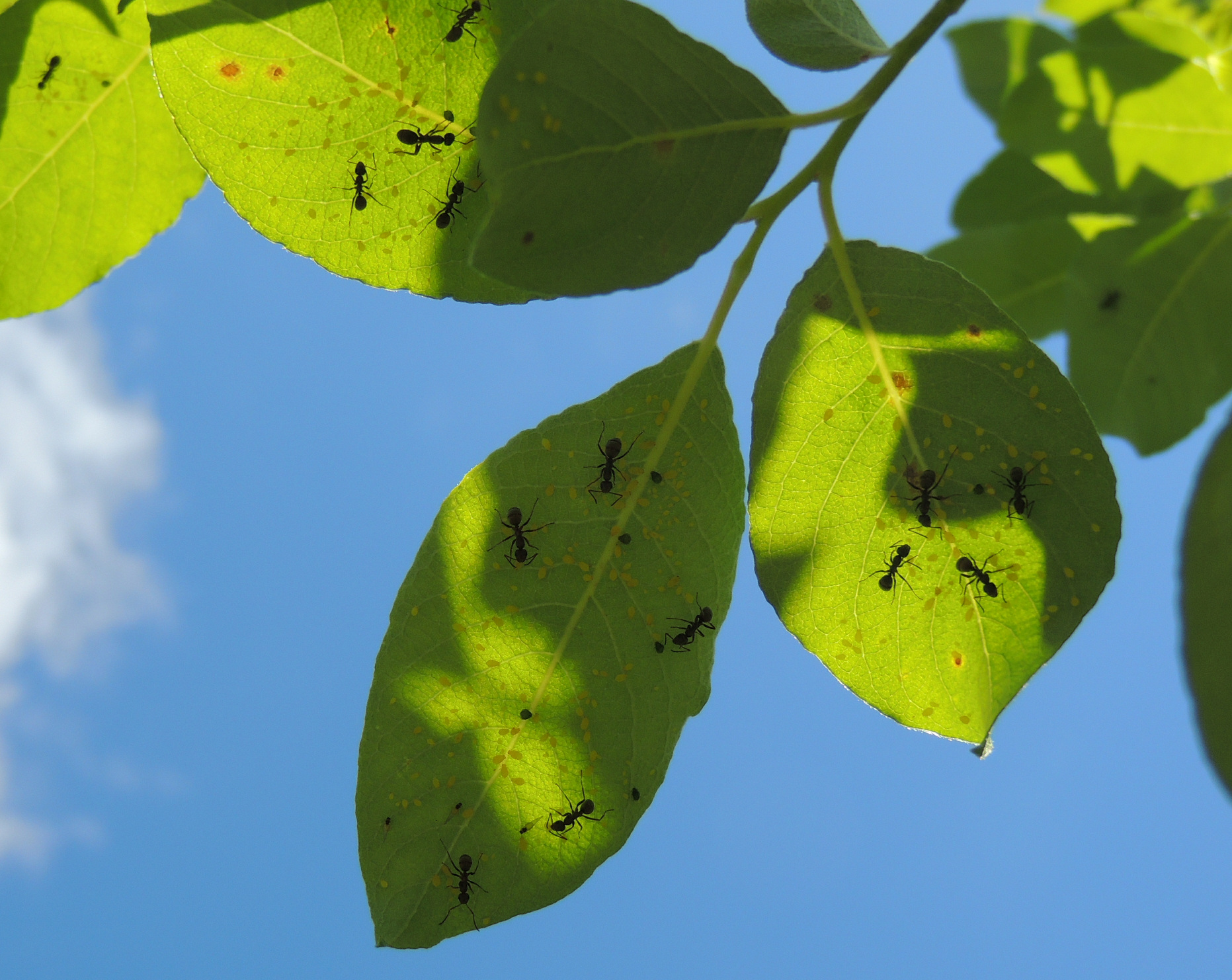
Муравьи Formica fusca. «Ферма» тлей. Юго-восток Ленинградской бласти.

Это самый обычный лесной вид муравьёв серо-чёрного цвета (вопреки устоявшемуся названию). Рабочие особи имеют длину от 4,5 до 7,5 мм, матки — около 1 см. Гнёзда в почве, под камнями, могут иметь небольшой земляной холмик. Семьи малочисленные. Матки самостоятельно основывают новую колонию. В муравейниках обнаружены жуки Claviger testaceus, Astilbus caniculatus.
Formica fusca — это слабополигинный вид с относительно небольшими колониями (500—2000 рабочих). В разных популяциях система спаривания и родственная структура колонии различается. В старом населении родство рабочих, маток и самцов колонии было высоким. Матки также были родственниками своих половых партнёров, что привело к значительному инбридингу у рабочих, но не у маток. Количество маток в каждой колонии колебалось между годами, что свидетельствует о смене маток. В молодых популяциях родство маток и рабочих было ниже, чем в старых популяциях. Более того, инбридинг отсутствовал. Наконец, количество маток в колонии более стабильно с годами.

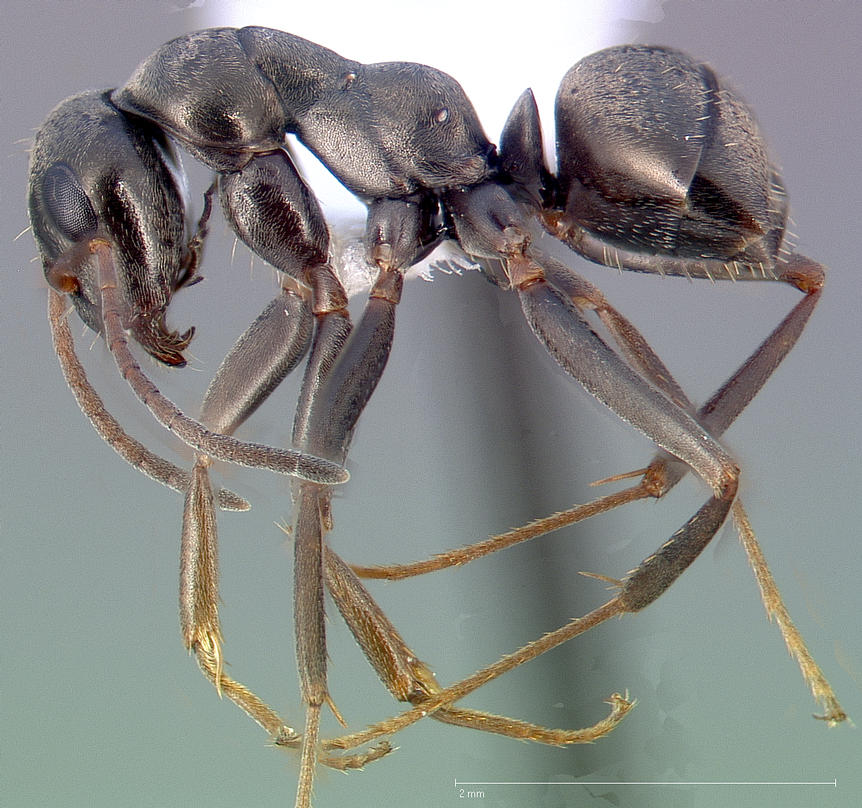
Рабочий сбоку
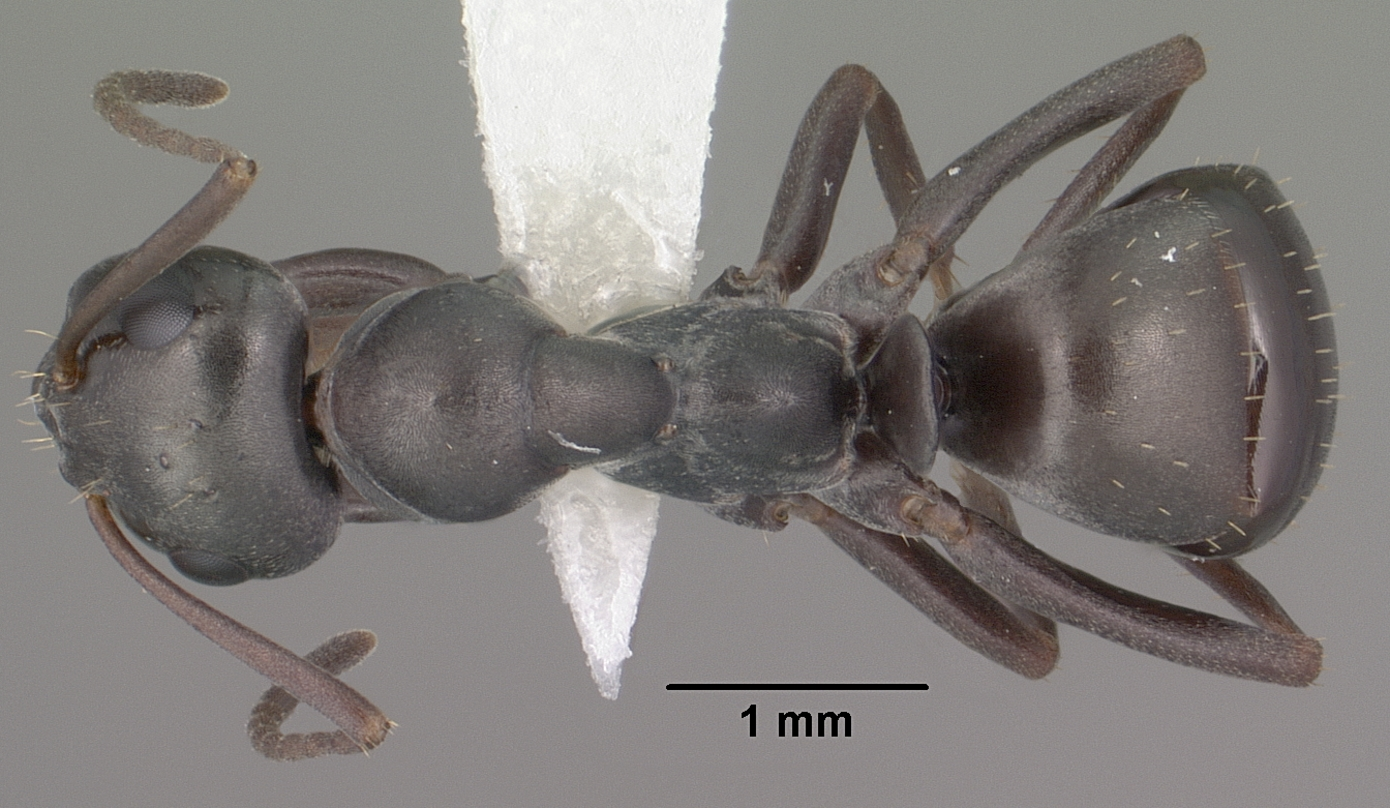
Рабочий сверху
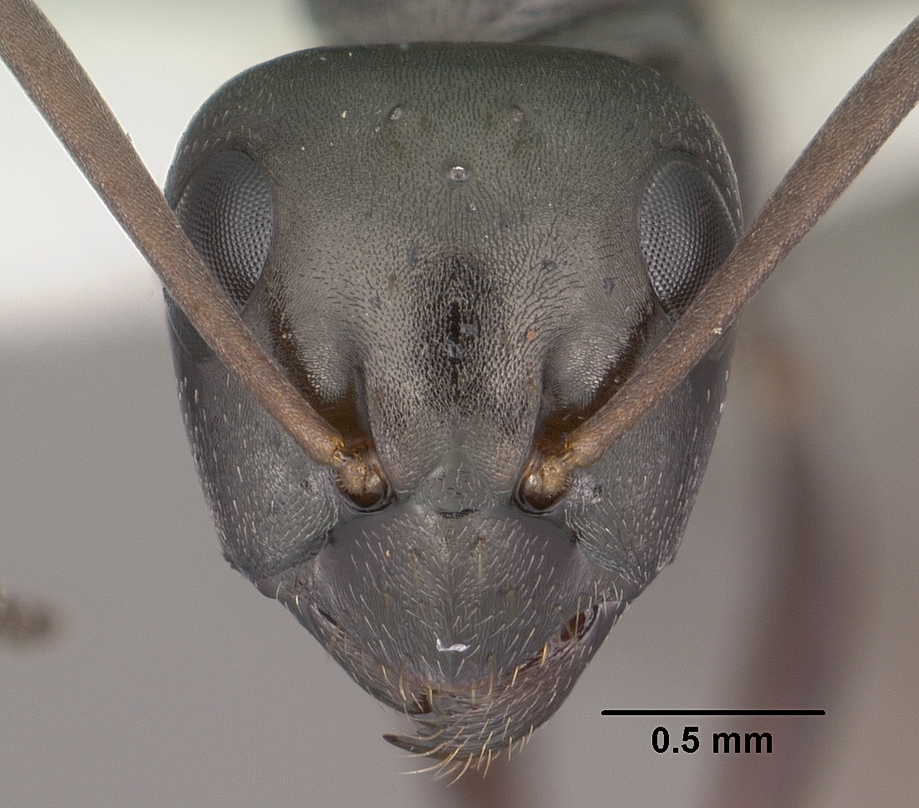
Голова рабочего
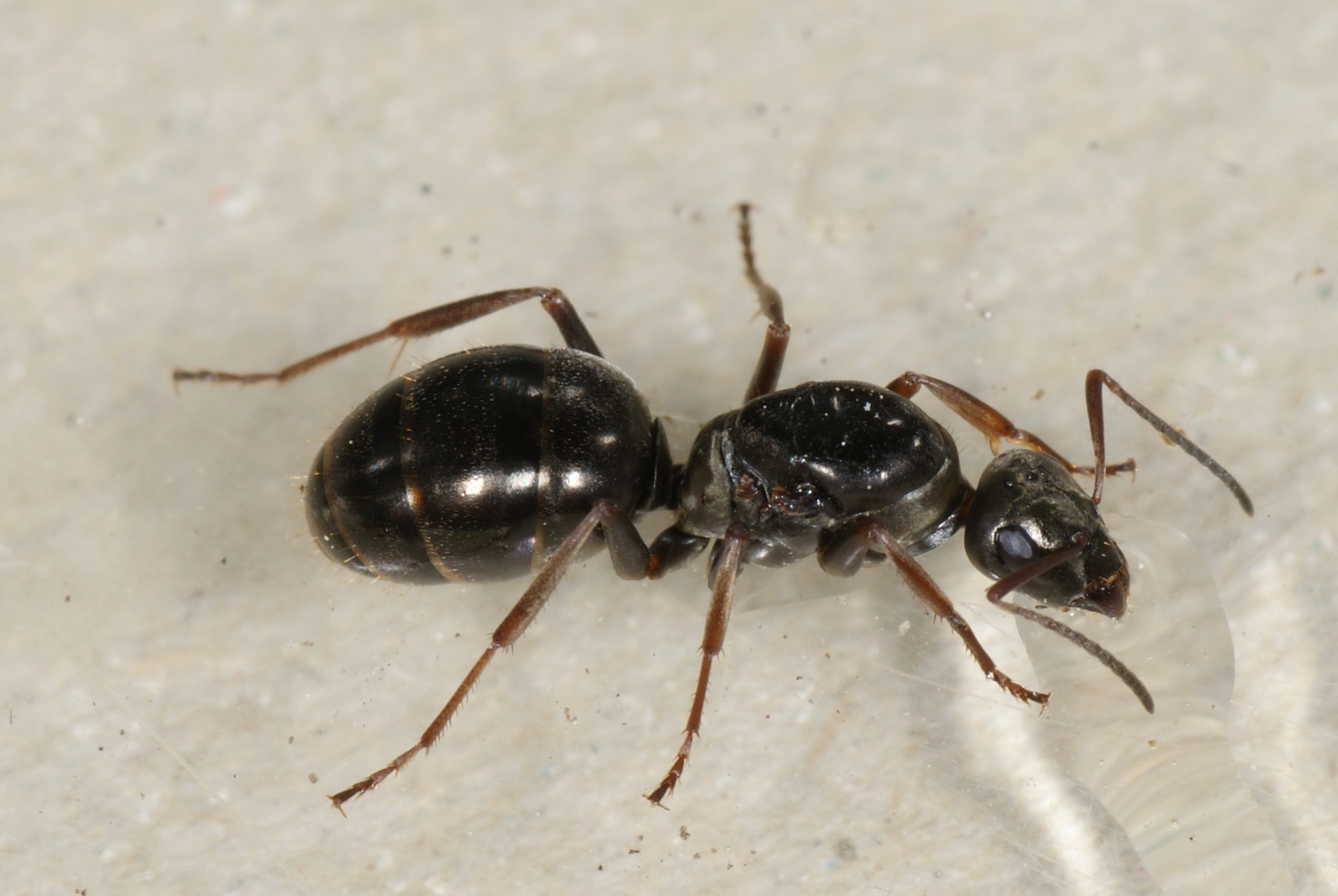
Самка

## Классификация
Данный вид относится к подроду Serviformica, включающему самых примитивных представителей рода Formica.

## Молекулярная биология
Баркодинг:
AATTTTATTAATGAC---GGAACAGGAACAGGATGAACTATTTATCCTCCCTTATCCTCTAATATTTTTCATAATGGTCCTTCTGTAGACTTA---ACAATTTTTTCTCTTCATATTGCAGGTATATCCTCAATTTTAGGAGCAATTAATTTTATTTCAACAATTCTTAATATACATCATAAAAATTTTTCTATTGATAAAATTCCTTTGCTCGTATGATCAATTTTAATTACAGCTATCTTACTTCTATTATCCTTACCTGTATTAGCCGGA---GCTATTACTATACTATTAACTGATCGAAATTTAAATACTTCATTCTTTGATCCTTCGGGGGGAGGTGACCCAATTCTATATCAACATTTATTTTGATTTTTTGGTCATCCTGAAGTTTATATTTTAATTTTACCAGGATTTGGATTAATTTCCCATATTATTATAAATGAAAGAGGAAAAAAA---GAAACTTTTGGAGCTTTAGGAATAATTTATGCTCTTATAGCAATCGGATTTTTAGGATTTGTTGTCTGAGCTCATCATATATTTACAATTGGTTTAG

## Значение в медицине
В результате лабораторного обучения муравьёв Formica fusca показано, что они обнаруживают раковые клетки человека с помощью летучих органических соединений (ЛОС). Эти ЛОС образуются при измененном метаболизме и поэтому их можно использовать в качестве биомаркеров рака. Собаки также могут обнаруживать ЛОС с помощью обонятельного ассоциативного обучения, но дрессировка собак требует больших затрат и времени. Отдельным муравьям требуется всего несколько тренировочных испытаний, чтобы выучить, запомнить и надежно обнаружить запах раковых клеток человека. Эти характеристики летучих органических соединений показаны с помощью газовой хроматографии/масс-спектрометрии.

## Примечания

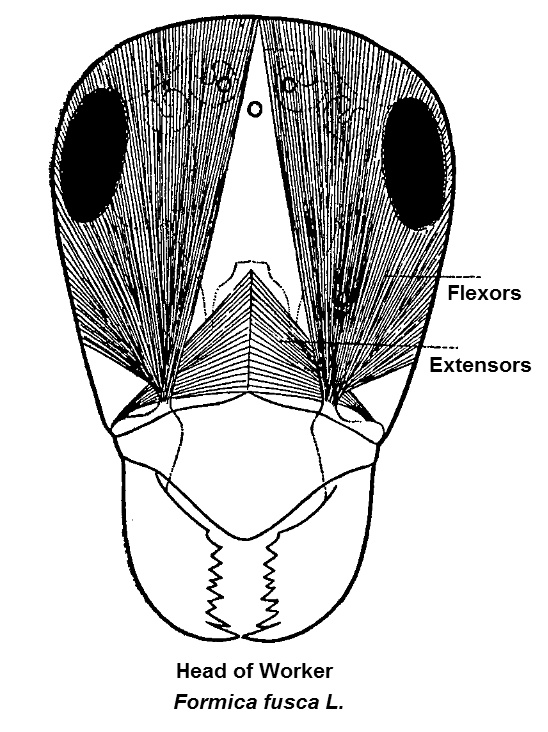
Мускулатура жвал муравья